# Plaatharnas

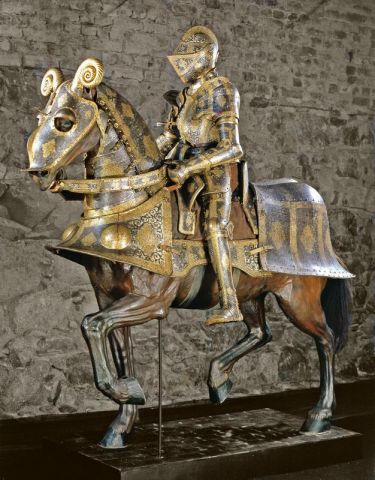
Plaatharnas gemaakt door Kunz Lochner voor Sigismund II August van Polen

Een plaatharnas is een historisch type harnas dat gemaakt was van metaal als ijzer en staal. Een voorganger van het plaatharnas was de Romeinse lorica segmentata, die de ledematen niet volledig bedekte, en de platenmantel uit de 13e eeuw.
Het volledige lichaamsbedekkende plaatharnas werd in Europa tijdens de Late Middeleeuwen ontwikkeld. Door de gespecialiseerde plaatharnassen die in de 16e eeuw voor het steekspel zijn ontwikkeld, is de plaatharnas een iconisch symbool voor de middeleeuwse ridders geworden.
Niet volledig lichaamsbedekkende plaatharnassen verschenen niet alleen in Europa, maar ook in Azië. Japanse ashigaru gebruikten ook plaatharnassen.

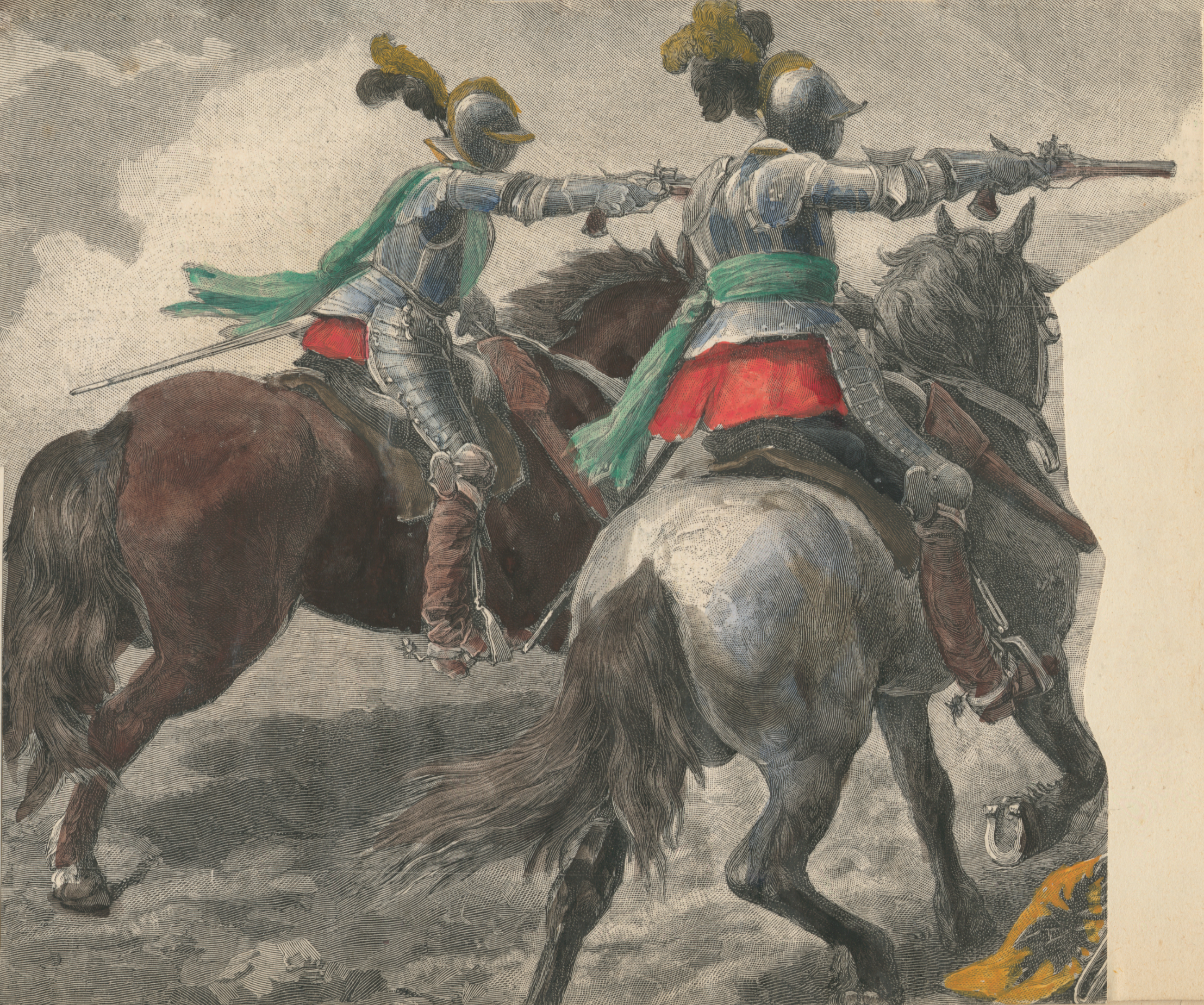
Kurassiers

In de 17e eeuw begon het gebruik van het plaatharnas af te nemen. Kurassiers waren een van de weinige soorten soldaten die nog een plaatharnas gebruikten, maar op de helft van de 17e eeuw was het harnas afgenomen tot alleen een kuras of borstplaat, waar ook de naam kurassier vandaan komt.

## Enkele soorten plaatharnassen
- Gotische plaatharnas -  Heilige Roomse Rijk
- Munitieharnas - Europa,  Ashikaga-shogunaat
- Almainklinknagel -  Heilige Roomse Rijk
- Greenwichharnas -  Koninkrijk Engeland